# Триполитанская лира
Триполитанская лира (англ. Tripolitanian lira, араб. ليرة طرابلسية‎) — денежная единица британской зоны оккупации Триполитания в 1943—1951 годах и провинции Триполитания Королевства Ливия в 1951—1952 годах.

## История
В 1943 году Итальянская Ливия была оккупирована британскими и французскими войсками. В мае 1943 года британское военное командование начало в Триполитании выпуск денежных знаков в лирах, обращавшихся параллельно с итальянской лирой. В Киренаике, также оккупированной британскими войсками, в обращении использовался египетский фунт, а в Феццане, оккупированном французскими войсками — алжирский франк.
В том же году для использования на Африканском театре военных действий был начат выпуск билетов в пенсах, шиллингах и фунтах номиналом от 6 пенсов до 1 фунта. Денежные знаки выпускались в сравнительно мелких купюрах с расчётом на возможно более доступное обращение их на рынках. На эти знаки перед отправкой войск в Африку обменивались все наличные деньги в британской валюте номиналом 6 пенсов и выше. В дальнейшем эти же билеты использовались при высадке на Сицилии и в Греции.
24 марта 1952 года начат выпуск ливийского фунта. Ранее обращавшиеся денежные знаки обменивались по 24 июня 1952 года на ливийские фунты в соотношении: 1 ливийский фунт = 0,975 египетского фунта = 480 лир = 980 алжирских франков.

## Банкноты
Выпускались банкноты в 1, 2, 5, 10, 50, 100, 500, 1000 лир.